# António Manuel Couto Viana
António Manuel Couto Viana GOIH (Viana do Castelo, 24 de Janeiro de 1923 — Lisboa, 8 de Junho de 2010) foi um encenador, tradutor, poeta, dramaturgo e ensaísta português.

## Biografia
António Manuel Couto Viana nasceu em Viana do Castelo a 24 de Janeiro de 1923. Foi irmão de Maria Manuela Couto Viana.
Estreou-se por intermédio de David Mourão-Ferreira como actor e figurinista em 1946 no Teatro Estúdio do Salitre, em Lisboa. Foi também empresário e director do Teatro do Gerifalto, companhia onde se estrearam nomes como Rui Mendes ou Morais e Castro. Esteve sempre ligado a companhias de teatro para a infância. Tinha recebido, muito novo, como herança do avô, o teatro Sá de Miranda, em Viana do Castelo.
Couto Viana pertenceu à Direcção do Teatro da Mocidade, Teatro de Ensaio (Teatro Monumental), foi diretor e empresário da Companhia Nacional de Teatro (Teatro da Trindade) e orientador artístico da Oficina de Teatro da Universidade de Coimbra.
Igualmente encenou e dirigiu as companhias de ópera, como mestre de cena, do Teatro Nacional de São Carlos, do Círculo Portuense de Ópera e da Companhia Portuguesa de Ópera.
Em 1948, publica o primeiro livro de poemas O Avestruz Lírico. Entre 1949 e 1951, dirige a revista infanto-juvenil Camarada.
Entre 1950 e 1960 dirigiu a publicação de várias revistas literárias e de cultura, tais como os cadernos de poesia Graal, Távola Redonda e fez parte do conselho de redação da revista Tempo Presente (1959-1961).
Leccionou no Liceu D. Leonor, em Lisboa, assim como quando viveu dois anos em Macau, entre 1986 e 1988, foi docente do Instituto Cultural de Macau.
Viveu os últimos anos na Casa do Artista e continuando a escrever e a publicar. Aí foi convidado pela Ordem dos Frades Menores a colaborar na dramaturgia sagrada.
Tem mais de uma centena de livros publicados e a sua poesia está traduzida em francês, inglês, espanhol e chinês e fez programas de poesia para a RTP.
Foi membro da Academia de Ciências de Lisboa.
Sendo conselheiro do Conselho de Leitura da Fundação Gulbenkian, quando morreu Couto Viana encontrava-se a escrever a história da Companhia Nacional de Teatro.
António Manuel Couto Viana morreu em 8 de Junho de 2010 em Lisboa.

## Homenagens
A 9 de Junho de 1995 foi feito Grande-Oficial da Ordem do Infante D. Henrique.
António Viana recebeu vários galardões literários como o Prémio de Poesia Luso-Galaica Valle-Inclan, o Prémio Antero de Quental, o Prémio Nacional de Poesia, o Prémio Fundação Oriente ou o Prémio Academia das Ciências de Lisboa.
Foi condecorado com a Banda da Cruz de Mérito, Grão Cruz da Falange Galega e a medalha de Mérito Cultural da Cidade de Viana do Castelo.

## Obras
| Entre outras obras publicou: - O Avestruz Lírico (1948) - No Sossego da Hora (1949) - O Caminho É por Aqui (1949) - Era uma Vez... Um Dragão (1950) - O Coração e a Espada (1951) - Em Louvor do Teatro Infantil (1951) - Auto das Três Costureiras (1952) - A Face Nua (1954) - O Fidalgo Aprendiz (1955) - A Tentação do Reino (1956) - O Acto e o Destino (1957) - Um Espinho da Flor (1959) - Mancha Solar (1959) - O Milagre de Ourique (1959) - A Rosa Sibilina (1960) - Do Cimo desse Telhado (1962) - Relatório Secreto (1963) - Poesia (1948/1963) (1965) - O Teatro ao Serviço da Criança (1967) - Desesperadamente Vigilante (1968) - Antígona, Ajax e Rei Édipo (1970) - O Avarento (1971) - O Senhor de Pourceaugnac (1971) - Pátria Exausta (1971) - Em Redor da Mesa (1972) - 10 Poesias de Agustin de Foxá (1973) - Raiz da Lágrima (1973) - O Almada Que Eu Conheci (1974) - 2 "Modernistas" do Alto Minho (1976) - 709 Poesias de Reclamo à Casa Brasileira (1977) - Coração Arquivista (1977) | - Nado Nada (1977) - Voo Doméstico (1978) - João de Deus e um Século de Literatura Infantil em Portugal (1978) - As Pedras do Céu (1979) - Júlio de Lemos, num Retrato Breve e Leve (1979) - Retábulo para Um Íntimo Natal (1980) - As (E)vocações Literárias (1980) - Morte e Glória de Narciso no Poeta Alfredo Pimenta (1982) - Frei Luís de Sousa à Luz de Novas Luzes (1982) - Ponto de Não Regresso (1982) - Para um Encontro com o Poeta Alfredo Pimenta (1983) - Versos de Cacaracá (1984) - Uma Vez uma Voz: Poesia Completa - 1948-1983 (1985) - as antologias “Tesouros da Poesia Popular Portuguesa” (1984) - Postais de Viana (1986) - O Senhor de Si (1991) - Café de Subúrbio (1991) - Colegial de Letras e Lembranças (1994) - A Gastronomia no Teatro e na Poesia Portuguesa (1994) - Bom Garfo e Bom Copo (1997) - Por Outras Palavras (1997) - Comeres em Lisboa: Roteiro Gastronómico (1998) - Prefiro Pátria às Rosas (1998) - Dez Peças de Teatro Infantil - Teatro Português d'Outrora Agora - Restos de Quase Nada (2007) - Disse e Repito (2008) - Bichos diversos em verso (2008) - Que é que eu tenho Maria Arnalda? (2009) - Cancioneiro do Rio Lima (2001). - 60 anos de poesia (2 vols.) (2004) |

Os seus poemas estão traduzidos em francês, inglês, espanhol, chinês, alemão e russo.

## Ligações Externas
- António Manuel Couto Viana, Infopédia, Porto Editora, 2003-2012, Porto, Consult. 2012-08-12.
- Evocação a António Manuel Couto Viana, secretariado nacional pastoral da cultura
- António Manuel Couto Viana, Casa da Leitura, Fundação Gulbenkian
- Artigo na SPA